# Heliconius pseudamaryllis
Heliconius pseudamaryllis är en fjärilsart som beskrevs av Otto Staudinger 1896. Heliconius pseudamaryllis ingår i släktet Heliconius och familjen praktfjärilar. Inga underarter finns listade i Catalogue of Life.